# Tellier (Argentine)
Pour les articles homonymes, voir Tellier.
Tellier est une localité rurale argentine située dans le département de Deseado, dans la province de Santa Cruz. Son origine remonte à la gare du chemin de fer de Patagonie (Ferrocarril Patagónico) du même nom, créée en 1914. Il y a une école rurale et un abattoir de moutons dans la localité. Les autorités locales ont du mal à assurer l'approvisionnement en gaz naturel de la localité.

## Toponymie
Le nom de la localité rappelle l'ingénieur français Louis Abel Charles Tellier qui a inventé une série de dispositifs pour la conservation de matériaux facilement décomposables.

## Démographie
La localité compte 58 habitants (Indec, 2010), soit 18 femmes et 40 hommes ; ce qui représente une augmentation de 3,5 % par rapport au précédent recensement de 2001 qui comptait 56 habitants.